# Archiviste des États-Unis
L'archiviste des États-Unis (Archivist of the United States) est le chef officiel qui supervise la National Archives and Records Administration (NARA). Le premier archiviste, R.D.W. Connor, débuta ses fonctions en 1934, quand le National Archive fut créé par le Congrès américain. Les archivistes étaient alors des subordonnés des autres agences gouvernementales jusqu'à ce que la NARA devienne une agence indépendante le 1er avril 1985.
L'archiviste est responsable de la préservation et de la disponibilité pour études de tous les documents publics importants de la nation, dont l'actuelle Déclaration d'indépendance, la Constitution des États-Unis et le Bill of Rights, qui sont exposés dans le National Archives Building (en) à Washington. Sous l'Under Public Law No. 98-497, l'Archiviste doit aussi assurer la garde des ratifications des amendements à la Constitution des législatures des États et proclamer qu'un amendement particulier est dûment ratifié et fait désormais partie de la Constitution, si au moins les trois quarts des législatures des États américains ont approuvé l'amendement.

## Archivistes des États-Unis
- Indique les archivistes intérimaires

| N° | Image | Archiviste                    | Début du mandat   | Fin du mandat     | Président(s)                                                           |
| -- | ----- | ----------------------------- | ----------------- | ----------------- | ---------------------------------------------------------------------- |
| 1  |       | Robert Digges Wimberly Connor | 10 octobre 1934   | 15 septembre 1941 | Franklin D. Roosevelt                                                  |
| 2  |       | Solon J. Buck                 | 18 septembre 1941 | 31 mai 1948       | Franklin D. Roosevelt Harry S. Truman                                  |
| 3  |       | Wayne C. Grover               | 2 juin 1948       | 6 novembre 1965   | Harry S. Truman Dwight D. Eisenhower John F. Kennedy Lyndon B. Johnson |
| 4  |       | Robert H. Bahmer              | 7 novembre 1965   | 9 mars 1968       | Lyndon B. Johnson                                                      |
| 5  |       | James B. Rhoads               | 10 mars 1968      | 1979              | Lyndon B. Johnson Richard Nixon Gerald Ford Jimmy Carter               |
| -  |       | James O'Neill                 | 1979              | juillet 1980      | Jimmy Carter                                                           |
| 6  |       | Robert M. Warner              | juillet 1980      | 15 avril 1985     | Jimmy Carter Ronald Reagan                                             |
| -  |       | Frank G. Burke                | 16 avril 1985     | 4 décembre 1987   | Ronald Reagan                                                          |
| 7  |       | Don W. Wilson                 | 4 décembre 1987   | 24 mars 1993      | Ronald Reagan George H. W. Bush Bill Clinton                           |
| -  |       | Trudy Huskamp Peterson        | 25 mars 1993      | 29 mai 1995       | Bill Clinton                                                           |
| 8  |       | John W. Carlin                | 30 mai 1995       | 15 février 2005   | Bill Clinton George W. Bush                                            |
| 9  |       | Allen Weinstein               | 16 février 2005   | 19 décembre 2008  | George W. Bush                                                         |
| -  |       | Adrienne Thomas               | 19 décembre 2008  | 5 novembre 2009   | George W. Bush Barack Obama                                            |
| 10 |       | David Ferriero                | 6 novembre 2009   | 30 avril 2022     | Barack Obama Donald Trump                                              |
| -  |       | Debra Steidel Wall (en)       | 1er mai 2022      | 17 mai 2023       | Joe Biden                                                              |
| 11 |       | Colleen Shogan                | 17 mai 2023       | 7 février 2025    | Joe Biden Donald Trump                                                 |
| -  |       | William J. Bosanko (en)       | 7 février 2025    | 16 février 2025   | Donald Trump                                                           |
| -  |       | Marco Rubio                   | 16 février 2025   | En fonction       | Donald Trump                                                           |

## Source
- (en) Cet article est partiellement ou en totalité issu de l’article de Wikipédia en anglais intitulé « Archivist of the United States » (voir la liste des auteurs).